# آرگونیا (کانزاس)
آرگونیا (به انگلیسی: Argonia) شهری در ایالت کانزاس کشور ایالات متحده آمریکا است که جمعیت آن در سرشماری سال ۲۰۱۰ میلادی، ۵۰۱ نفر بوده‌است.